# Crystal Lowe
Crystal Lowe (Vancouver, 20 de enero de 1981) es una ex actriz  y modelo canadiense.

## Primeros años
Lowe nació en Vancouver, Columbia Británica, de padre chino y madre escocesa.  En una entrevista en 2016, dijo que había querido ser actriz desde los cinco años.

## Carrera
Ha intervenido en los largometrajes Soy espía, con Chelan Simmons, Eddie Murphy, Owen Wilson y Mary Elizabeth Winstead; Destino final 3, donde interpretó a Ashlyn Halperin; Get Carter, con Sylvester Stallone, e Insomnia, con Robin Williams y Al Pacino. Acaba de completar la nueva serie de la ABC The Evidence y Black Chrismas, donde fue la protagonista. Tras varios años de ausencia reapareció en la premiere de la película Destino Final 6: Lazos de Sangre.

## Filmografía
Cine
| Año  | Título                                    | Rol                        |
| ---- | ----------------------------------------- | -------------------------- |
| 2000 | Get Carter                                | Chica #1                   |
| 2000 | Sanctimony                                | Virginia                   |
| 2001 | Children of the Corn Revelation           | Tiffany                    |
| 2002 | Insomnia                                  | Kay Connell                |
| 2002 | Soy espía                                 | Chica preciosa             |
| 2004 | Going the Distance                        | Mesera                     |
| 2005 | Thralls                                   | Tanya Watner               |
| 2006 | Destino Final 3                           | Ashlyn Halperin            |
| 2006 | Snakes on a Plane                         | Chica del autógrafo        |
| 2006 | Black Christmas                           | Lauren Hannon              |
| 2006 | Scary Movie 4                             | Chica de Chingy            |
| 2007 | Coffee Diva                               | Chipped Tooth / Starlet    |
| 2007 | Wrong Turn 2: Final Mortal                | Elena Garcia               |
| 2007 | Good Luck Chuck                           | Amiga de Cam               |
| 2007 | Fantastic Four: Rise of the Silver Surfer | Chica sexy en la fiesta #3 |
| 2008 | Yeti: Curse of the Snow Demon             | Ashley                     |
| 2008 | That One Night                            | Stacy                      |
| 2008 | Center Stage: Turn It Up                  | Lexi                       |
| 2008 | Dim Sum Funeral                           | Jane                       |
| 2009 | Driven to Kill                            | Tanya                      |
| 2010 | Jacuzzi al Pasado                         | Zoe                        |
| 2011 | Suffer                                    | Crystal                    |
| 2012 | A Little Bit Zombie                       | Tina                       |
| 2012 | Charlie                                   | Rose                       |
| 2016 | Rampage: President Down                   | Amiga de Bill              |
| 2017 | Wonder                                    | Sarah Albans               |

Televisión
| Año       | Título                                    | Rol                                  | Notas                                                              |
| --------- | ----------------------------------------- | ------------------------------------ | ------------------------------------------------------------------ |
| 1997      | Stargate SG-1                             | Nya                                  | Episodio: "Emancipation"                                           |
| 1997      | Breaker High                              | Melina                               | Episodio: "Beware of Geeks Baring Their Gifts"                     |
| 1998      | Cold Squad                                | Samantha Gordon                      | Episodio: "Merv Doucette"                                          |
| 1998      | Da Vinci's Inquest                        | Shelley Dunne                        | Episodio: "The Most Dangerous Time"                                |
| 1998      | The Adventures of Shirley Holmes          | Pascal                               | Episodio: "The Case of the Open Hand"                              |
| 1999–2000 | Cold Squad                                | Myra Larson                          | Episodios: "Deadly Games: Part 2", "Death by Intent: Part 1"       |
| 2001      | Da Vinci's Inquest                        | Sylvia                               | Episodios: "Banging on the Wall", "Cheap Aftershave"               |
| 2002      | MTV's Now What?                           | Shannon                              | Episodios: "Zack's Little Problem", "Reality Bites", "Purity Test" |
| 2002      | The Secret Life of Zoey                   | Porrista                             | Film para TV                                                       |
| 2002      | The Twilight Zone                         | Groupie                              | Episodio: "Harsh Mistress"                                         |
| 2004      | Life As We Know It                        | Julie                                | Episodio: "Natural Disasters"                                      |
| 2005      | The Life                                  | Estudiante #3                        | Film para TV                                                       |
| 2005      | The Collector                             | Cree                                 | Episodio: "The Tattoo Artist"                                      |
| 2005      | The L Word                                | Mesera                               | Episodio: "Lap Dance"                                              |
| 2006      | Masters of Horror                         | Lily                                 | Episodio: "Pick Me Up"                                             |
| 2006      | Killer Instinct                           | Yvette                               | Episodio: "She's the Bomb"                                         |
| 2006      | The Evidence                              | Deb Kintza                           | Episodio: "And the Envelope Please"                                |
| 2006      | Totally Awesome                           | Muchacha bonita                      | Film para TV                                                       |
| 2007      | Falcon Beach                              | Kelly                                | Episodio: "Strawberry Social Reject"                               |
| 2007      | Psych                                     | Eden                                 | Episodio: "Scary Sherry: Bianca's Toast"                           |
| 2007      | Psych                                     | Daphne                               | Episodio: "If You're So Smart, Then Why Are You Dead?"             |
| 2007      | Bionic Woman                              | Jessica                              | Episodio: "Second Chances"                                         |
| 2008      | Stargate Atlantis                         | Mardola                              | Episodio: "Harmony"                                                |
| 2008      | Poison Ivy: The Secret Society            | Isabel Turner                        | Film para TV                                                       |
| 2008      | Yeti: Curse of the Snow Demon             | Ashley                               | Film para TV                                                       |
| 2008      | The Boy Next Door                         | Nicole Warner                        | Film para TV                                                       |
| 2009      | Supernatural                              | Actriz que interpreta a Leticia Gore | Episodio: "The Real Ghostbusters"                                  |
| 2009      | What Color Is Love?                       | Faiza                                | Film para TV                                                       |
| 2009      | Trust                                     | Michelle                             | Film para TV                                                       |
| 2010      | Smallville                                | Vala                                 | Rol recurrente; temporada 9                                        |
| 2011      | Shattered                                 | Mujer                                | Episodio: "Finding the Boy"                                        |
| 2011      | Taken from Me: The Tiffany Rubin Story    | Natalie                              | Film para TV                                                       |
| 2011      | To the Mat                                | Piper / Peaches                      | Film para TV                                                       |
| 2011      | Killer Mountain                           | Nina                                 | Film para TV                                                       |
| 2012      | R.L. Stine's The Haunting Hour            | Cassandra                            | Episodio: "Headshot"                                               |
| 2012–13   | Primeval: New World                       | Toby Nance                           | Papel principal                                                    |
| 2013–14   | Signed, Sealed, Delivered                 | Rita Haywith                         | Papel principal                                                    |
| 2014      | Almost Human                              | Jeannie                              | Episodio: "Simon Says"                                             |
| 2014      | Republic of Doyle                         | Michelle Cantwell                    | Episodio: "No Rest for the Convicted"                              |
| 2014–21   | Signed, Sealed, Delivered                 | Rita Haywith                         | Serie de films para TV                                             |
| 2015      | Gourmet Detective: A Healthy Place to Die | Gretchen / Linda French              | Film para TV                                                       |
| 2016      | Hearts of Christmas                       | Lauren Wright                        | Film para TV                                                       |
| 2017      | Christmas at Holly Lodge                  | Callie                               | Film para TV                                                       |
| 2019      | Flip That Romance                         | Kat                                  | Film para TV                                                       |
| 2019      | Christmas at Dollywood                    | Maggie Davis                         | Film para TV                                                       |
| 2020      | The Wrong Wedding Planner                 | Ashley                               | Film para TV                                                       |

## Vida privada
El 8 de agosto de 2009, Lowe se casó con su prometido Miko Tomasevich en el histórico Hycroft Manor de Vancouver. Ella y su esposo tienen un hijo y son dueños del restaurante Hyde en Vancouver.

## Citas
- «When I was younger it was really difficult for me to get acting jobs because you’re a kid [of mixed ethnicity] and you don’t fit in the typical family.»
  - Traducción: «Cuando era más joven me era realmente difícil obtener trabajos de actuación, porque eres una muchacha [de etnias mezcladas] y no encajas en una familia normal.»